# Comuna Dmîtrivka, Znameanka
Dmîtrivka (în ucraineană Дмитрівка) este o comună în raionul Znameanka, regiunea Kirovohrad, Ucraina, formată din satele Dmîtrivka (reședința), Dolîna, Hostînne, Kalînivka, Ploske și Veselîi Kut.

## Demografie
Componența lingvistică a comunei Dmîtrivka
     Ucraineană (90,82%)
     Rusă (7,55%)
     Alte limbi (1,18%)
Conform recensământului din 2001, majoritatea populației comunei Dmîtrivka era vorbitoare de ucraineană (90,82%), existând în minoritate și vorbitori de rusă (7,55%).